# Simon Kaipuram
Simon Kaipuram CM (* 9. Februar 1954 in Thanneermukkom, Kerala; † 22. April 2019 in Baleswar, Odisha) war ein indischer Ordensgeistlicher und römisch-katholischer Bischof von Balasore.

## Leben
Simon Kaipuram besuchte die Grundschule in Kannankara sowie später die dortige St. Mathew’s High School und das Kleine Seminar St. Peter in Bhanjanagar. 1975 trat er der Ordensgemeinschaft der Lazaristen bei und legte am 2. Mai 1979 die feierliche Profess ab. Er studierte von 1972 bis 1977 Philosophie am Aquinas College in Gopalpur und von 1977 bis 1980 Katholische Theologie am Jnana Deepa, Institute of Philosophy and Theology in Pune. Kaipuram empfing am 20. Dezember 1980 das Sakrament der Priesterweihe.
Nach der Priesterweihe war Kaipuram zunächst als Pfarrvikar in Aligonda (1981–1982) und in Mohana (1982–1983) im Bistum Berhampur tätig. 1983 wurde er für weiterführende Studien nach Rom entsandt, wo er 1985 an der Päpstlichen Universität Gregoriana ein Lizenziat im Fach Katholische Theologie erwarb. Nach der Rückkehr in seine Heimat lehrte Kaipuram fünf Jahre am Aquinas College in Gopalpur. 1990 setzte er seine Studien an der Päpstlichen Universität Gregoriana fort und wurde 1993 bei José Caba SJ mit der Arbeit Paroimiai in the fourth gospel and the Johannine Parables of Jesus’ Self-Revelation. With special reference to John 12,24: the Grain of Wheat („Paroimiai im vierten Evangelium und die johanneischen Gleichnisse der Selbstoffenbarung Jesu. Unter besonderer Berücksichtigung von Johannes 12,24: das Weizenkorn“) zum Doktor der Theologie promoviert. Anschließend fungierte er als Rektor des Vidya Sadan Theology House in Pune, bevor er 1999 Ausbilder, Professor und Studiendekan am Aquinas College in Gopalpur wurde. Danach unterrichtete er von 2007 bis 2011 am Kleinen Seminar der Lazaristen in Baripada. Ab 2011 war Kaipuram Rektor des Aquinas College in Gopalpur und Provinzialassistent der indischen Ordensprovinz der Lazaristen. Zudem gehörte er dem Konsultorenkollegium des Bistums Berhampur an. Darüber hinaus lehrte er als Gastprofessor an mehreren Priesterseminaren und Theologischen Instituten in Indien. Ferner koordinierte er ab 2012 die Bildungsarbeit der vinzentinischen Familie in Indien.
Am 9. Dezember 2013 ernannte ihn Papst Franziskus zum Bischof von Balasore. Der Apostolische Nuntius in Indien, Erzbischof Salvatore Pennacchio, spendete ihm am 30. Januar 2014 in der Kathedrale Christ the King in Baleswar die Bischofsweihe; Mitkonsekratoren waren der Erzbischof von Cuttack-Bhubaneswar, John Barwa SVD, und der emeritierte Bischof von Balasore, Thomas Thiruthalil CM. Kaipuram wählte den Wahlspruch To be blessing to all („Ein Segen für alle sein“). Im regionalen Bischofsrat von Odisha fungierte er zudem als Generalsekretär.
Kaipuram starb im April 2019 im Jyoti Hospital in Baleswar im Alter von 65 Jahren an einem Herzinfarkt und wurde in der Kathedrale Christ the King beigesetzt.